# 段暄 (阮朝)
段暄（越南语：／，1808年—1882年），原名段仲暄（越南语：／），字春韶，號應溪（越南语：／），越南阮朝舉人、官員和作家。

## 生平
段暄是青威縣右青威社人，生於嘉隆七年（1808年）七月二十五日。父親是官員段仲噲。嘉隆十一年（1812年），段暄五岁时，叔叔段仲諧爲他開蒙。嘉隆十二年（1813年），大伯段仲何請私塾老師來教導段暄和他的堂哥段仲石。嘉隆十四年（1815年），師從潘松軒。明命四年（1823年），師從范載府（音）。
明命十二年（1831年），段暄在南定場考中辛卯科舉人。
曾任侍講學士、兵部行走、國史舘編修、興仁知縣、禮部主事、北寧督學等職務。抗法將領阮高爲段暄的學生。
壬午年（1882年），段暄逝世，享壽75歲。

## 作品

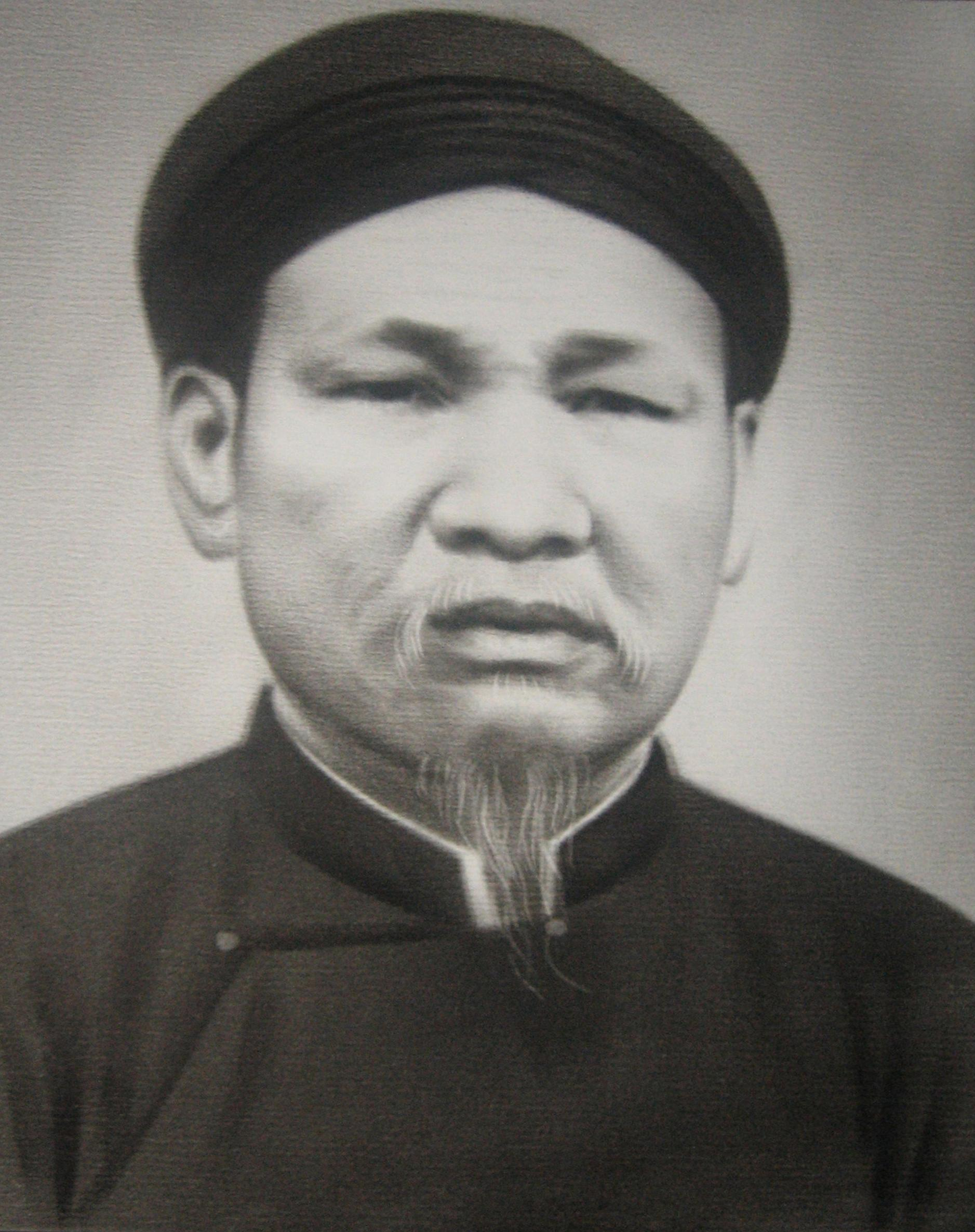
段暄之子段展

段暄常寫詩，有一本《應溪詩文集》（Ứng Khê thi văn tập）傳世。該漢、喃詩文集由其子段展於成泰十七年（1905年）編撰。段展在序言中評價他父親的詩：「不華麗、不講究怪異、不誇大奪目，而非常平易，實際上非常精妙，是具備道德風骨、有着衣食風味的文章。」

## 家庭
- 子段展，舉人，曾任南定總督[8]
  - 孫段添，作家，法屬印度支那、越南共和國公務員[9]
- 子段仲昴
- 子段仲擴
- 子段彪，舉人[1]

## 外部鏈接
- Trang thơ Đoàn Huyên - 段諠, Đoàn Trọng Huyên, 段仲諠 （页面存档备份，存于），詩院
- 《應溪文集》介紹 （页面存档备份，存于）
- 《應溪文選》介紹 （页面存档备份，存于）